# Дражен Сермек
Дражен Сермек (хорв. Dražen Sermek; нар. 30 січня 1969 в Осієк) – хорватський шахіст, гросмейстер від 1994 року, до квітня 2007 року представник Словенії.

## Шахова кар'єра
Від початку 1990-х років належав до когорти провідних словенських шахістів. П'ять разів (1994, 2000, 2002, 2004, 2006) у складі національної збірної цієї країни взяв участь у шахових олімпіадах (зокрема один раз на 1-й шахівниці) і тричі (1997, 2001, 2003) у командних чемпіонатах Європи. У 1993 і 1998 роках двічі виборов титул чемпіона Словаччини.
Досягнув багатьох турнірних успіхів, перемігши або поділивши 1-ші місця, зокрема, в таких містах, як: Любляна (1992), Солина (1993), Гронінген (1994), Макарська (1995), Ціллерталь (1997), Марибор (1998, Меморіал Васі Пірца), Пожега (2000), Пула (2001), Дакка (2002) і Куала-Лумпур (2008).
Найвищий рейтинг Ело в кар'єрі мав станом на 1 липня 2002 року, досягнувши 2603 очок займав тоді 92-те місце в світовому рейтинг-листі ФІДЕ, одночасно займаючи 2-ге місце (позаду Олександра Бєлявського) серед словенських шахістів.

## Зміни рейтингу
| На цьому місці має відображатися графік чи діаграма, однак з технічних причин його відображення наразі вимкнено. Будь ласка, не видаляйте код, який викликає це повідомлення. Розробники вже працюють для того, щоби відновити штатне функціонування цього графіка або діаграми. | |
| | На цьому місці має відображатися графік чи діаграма, однак з технічних причин його відображення наразі вимкнено. Будь ласка, не видаляйте код, який викликає це повідомлення. Розробники вже працюють для того, щоби відновити штатне функціонування цього графіка або діаграми. |